# Тиерп
Тиерп (швед. Tierp) — город в Швеции, в северной части лена Уппсала, центр одноимённой коммуны. В 2020 году население составило 6260 жителей.
Населённый пункт образовался как станционный посёлок, когда в 1874 году была открыта железная дорога Уппсала — Евле. Название заимствовано от названия прихода расположенной в 6 километрах к юго-западу кирхи Тиерп. После окончания строительства железнодорожного вокзала стал самым крупным населённым пунктом между Уппсалой и Евле.  
Помимо железнодорожного транспорта, в городе имеется автобусное сообщение. К западу от Тиерпа проходит автомагистраль E4.